# 漢四郡

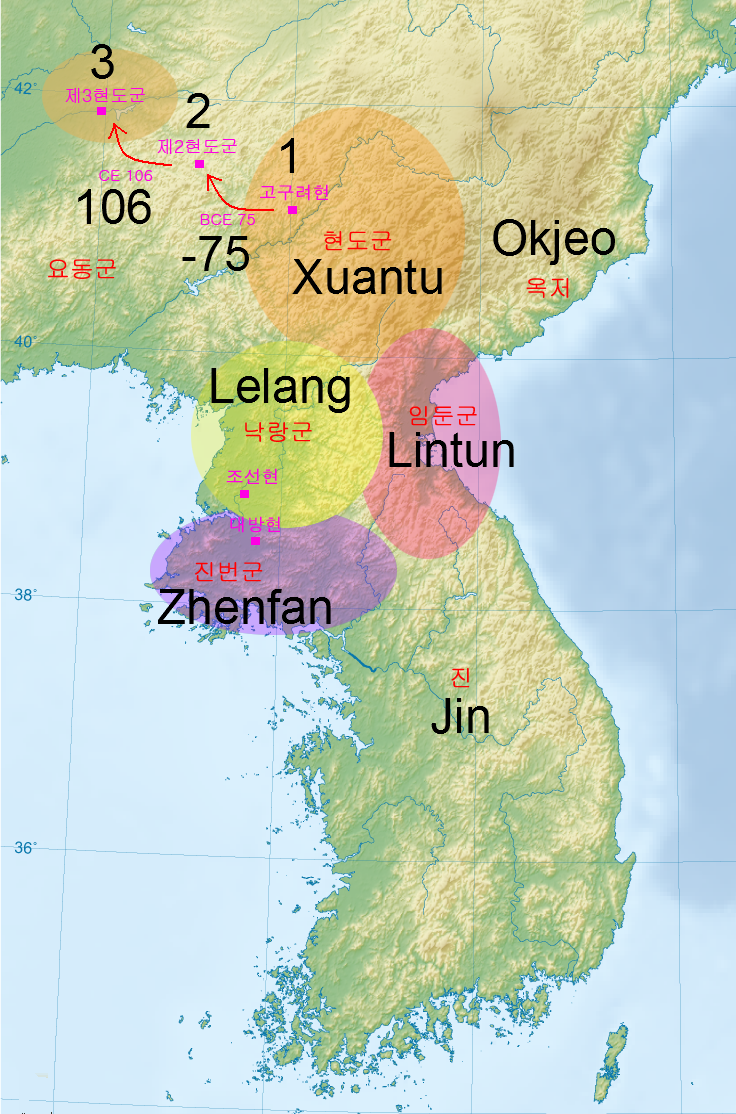
漢四郡

汉四郡（韓語：한사군），又稱漢郡縣（韓語：한군현），位於今朝鲜民主主义人民共和国和中华人民共和国境內，是汉武帝在元封二年（前109年）至元封三年（前108年）間派兵征服衛滿朝鮮後在其旧地设立的四个郡的總稱，分别為乐浪郡、玄菟郡、真番郡及臨屯郡。其中，玄菟郡設于前107年，其他三郡設于前108年。到前82年，真番、临屯二郡與玄菟郡的東部地區被并入樂浪郡，分別設東部都尉和南部都尉，玄菟郡治遷至高句驪縣。之后的东汉、曹魏与西晋皆保留了乐浪郡与玄菟郡。汉献帝时割據遼東的公孫氏析樂浪郡南部都尉為帶方郡，並為曹魏、西晉所承繼。313年，据有乐浪、带方二郡的张统因不堪长期孤军与高句丽、百濟作战而率千余家迁到辽西投靠慕容廆，二郡遂為高句麗所據。

## 歷史
在四郡設立之前，汉武帝元朔年間曾於朝鮮半島東部的穢貃地區設立蒼海郡，由於記載簡略，其建制情況尚未得到確切考定。
公元前109年，汉武帝派兵由水、陆两路进攻，灭亡朝鲜半岛北部的卫氏朝鲜。公元前108年，汉设置乐浪郡（约在今平安道，治所朝鲜县城是故卫氏朝鲜都城王险城，位于今平壤大同江南岸）、玄菟郡（约在今咸镜道）、真番郡（约在今黄海道、京畿道）、临屯郡（约在今江原道）。四郡其下各辖若干县。
公元前82年，汉朝将临屯、真番二郡并入乐浪、玄菟二郡。乐浪郡治所仍在今朝鲜平壤；玄菟郡治所则初在夫租（今朝鲜咸兴），直到公元2年才向西迁到吉林的东部，东汉以后因受貊所反抗而迁往辽东高句骊县（今辽宁新宾）。
公元37年，高句麗大武神王向鸭绿江南的乐浪郡发动进攻，一度占据。七年后（42年），光武帝派兵渡海收复了乐浪，阻止了高句丽的扩张。49年2月，慕本王派遣将军袭击东汉的右北平、渔阳、上谷、辽西等四个郡。辽东太守祭肜以恩义及信义向慕本王对质，并透过和亲使两国的关系得以回复。
东汉末年，辽东太守公孙康管辖乐浪郡地区，析樂浪郡南部都尉為带方郡，並為曹魏、西晉所承繼。《晋书》卷一四《地理志》记载：“咸宁二年（276）十月，分昌黎、辽东、玄菟、带方、乐浪等郡国五置平州”，“乐浪郡，汉置，统县六，户三千七百”，“带方郡，公孙度置，统县七，户四千九百。”
西晋八王之乱后，中原大乱，高句丽开始南下压迫乐浪郡。高句丽美川王十二年（311年）夺取西安平县（位于今鸭绿江口北岸），切断了乐浪、带方二郡与辽东的联系。313年，據有樂浪、帶方二郡的張統因不堪長期孤軍與高句麗、百濟作戰而率千餘家遷到遼西投靠慕容廆。慕容廆後為其在遼西僑置樂浪郡（《資治通鑑》卷八八，建興元年條）。《三国史记·高句丽本纪》則记载，高句丽“侵乐浪郡，虏获男女二千余口。”管轄朝鮮半島的漢四郡滅亡。
4世紀時，樂浪故地成為高句麗與百濟爭奪的場所。高句麗故国原王四十一年，“百济王率兵三万来攻”；小兽林王七年“百济将兵三万来侵”；广开土王四年“与百济战于浿水之上”。342年冬，前燕慕容皝毁高句丽丸都城，不过并不能恢复中国以前对朝鲜半岛北部的控制，只好接受高句丽的臣服。《资治通鉴》卷97载，故国原王在前燕伐高句丽的次年“遣其弟称臣入朝于燕，贡珍异以千数”。迫于前燕压力，高句丽迁都到平壤，即原樂浪郡郡治。而平壤西南的黄海道有大量用东晋年号的文物出土，可见当地也还有奉东晋正朔的势力，如被东晋封为昌黎、玄菟、带方太守的佟寿等。

## 遺址

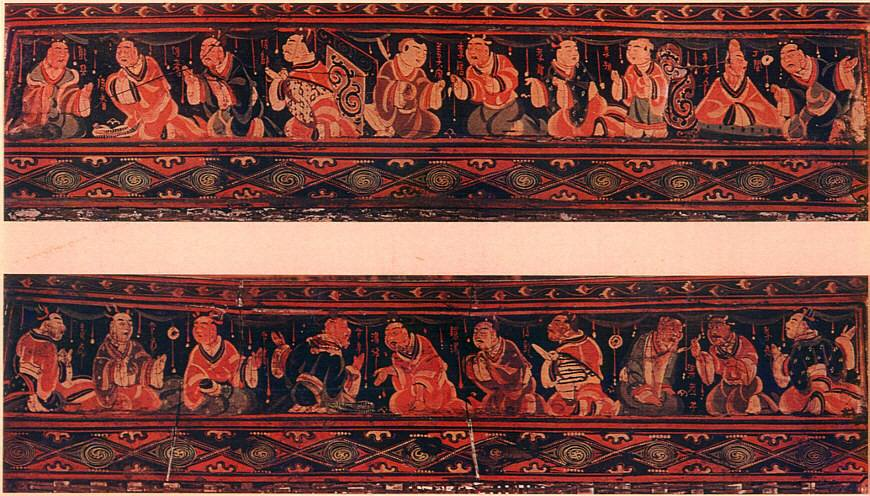
东汉乐浪彩箧漆画

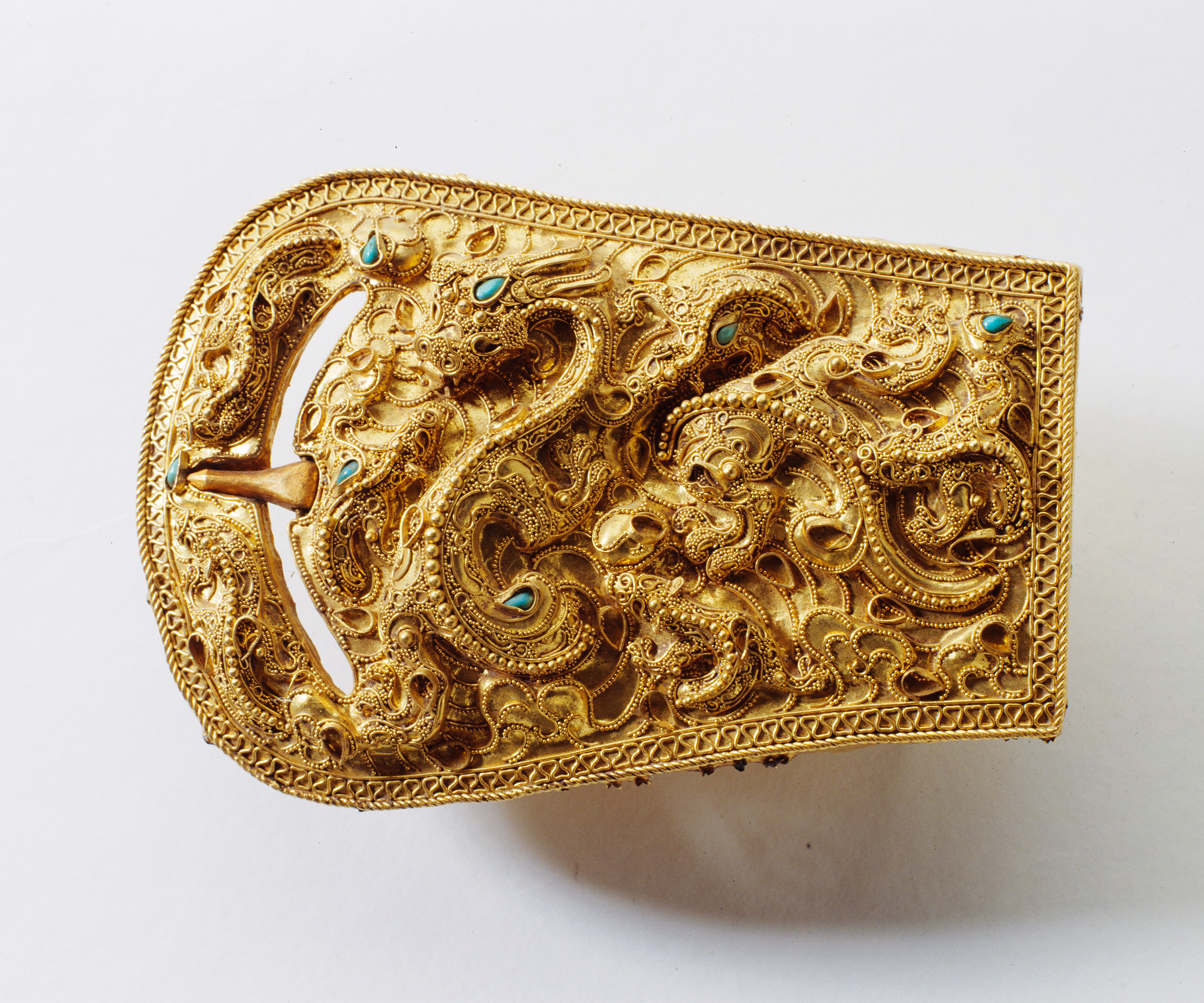
乐浪郡金带扣，平壤石巖里9号墓出土，现为韩国国宝第89号

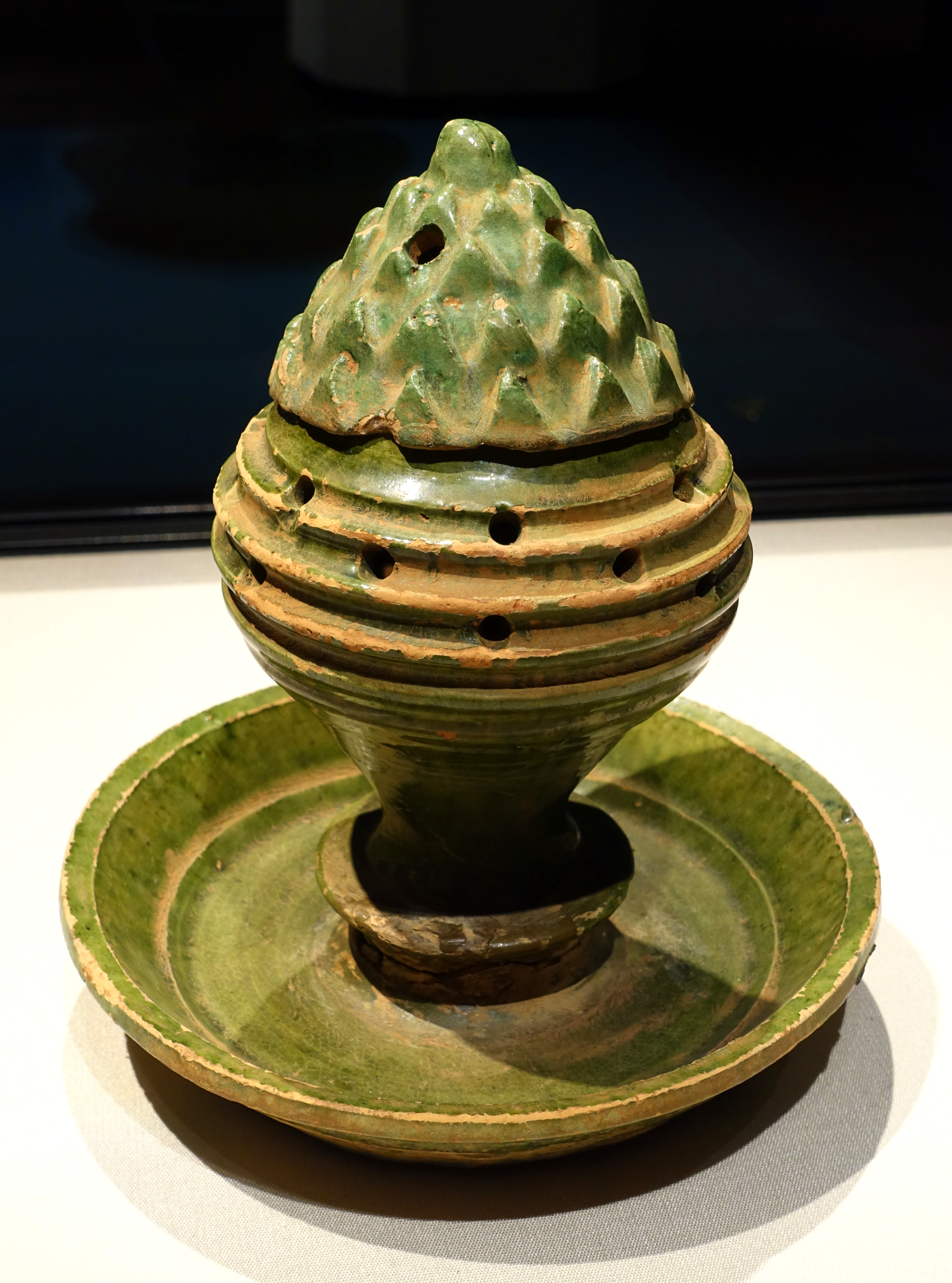
乐浪郡绿釉博山炉，藏东京国立博物馆

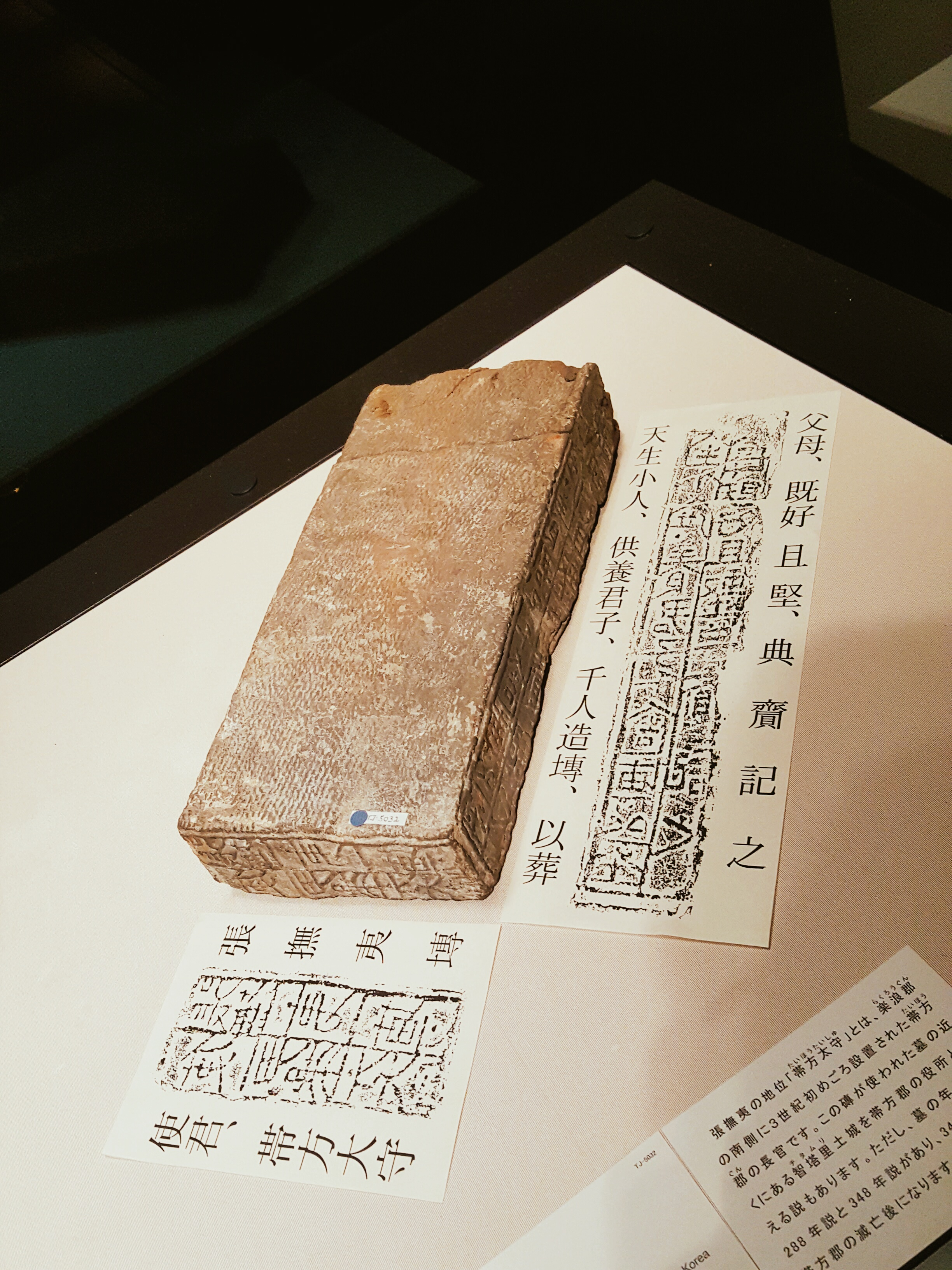
带方郡治遗址张抚夷墓（黄海北道凤山郡胎封里）出土的“使君带方太守张抚夷砖”

在汉四郡地区的考古发掘中，出土了大量汉朝的官印和各种质地不同、形状各异的器皿。最具代表性的是地处今朝鲜平壤市乐浪区土城南面，总数达2000余座的乐浪墓葬群。这些外形多为方台形封土的坟丘墓，是中国周、汉时期墓葬的普遍形状。其墓葬结构主要有木椁墓和砖室墓两种，其具体造法、式样，乃至细微到砖上花纹，都与中原汉墓没有差异。
乐浪郡治址位于平壤南郊大同江南岸土城里的台地上，平面不规则，东西约长700米，南北约长600米。1935和1937年在城址东部发现柱础石、甬路、井和下水道等建筑遗迹。城址内出土了丰富的瓦当、封泥、陶器和铜铁器等。瓦当上除常见的云纹以外，还发现有“乐浪礼官”、“乐浪富贵”等铭文。除“乐浪太守章”和“乐浪大尹章”之外，朝鲜等23县的令、长、丞、尉的官印都有发现。所属蝉县治址位于平安南道龙冈郡城岘里，城略呈长方形，东西约1500米，南北约1300米。城东北遗有东汉元和二年（公元85）的蝉神祠碑，碑铭内容为蝉长向山川之神平山君祈求百姓安宁五谷丰登，是朝鲜半岛最早的石刻。
带方郡治址位于黄海北道凤山郡石城里，城略呈长方形，东西556米，南北730米。城址内出土有东汉到西晋的纪年砖，如光和五年（182年）、泰始七年（271年）、泰始十一年等。城址北面胎封里第一号墓发现的墓砖上有“使君带方太守张抚夷砖”的铭文。所属昭明县治址位于黄海南道信川郡土城里，呈长方形，东西长500米，南北宽200米。城址附近的墓砖上有“太康四年三月昭明王长造”的铭文。长岑县治址位于信川郡凤凰里，发掘出土“守长岑县王君，君讳乡，年七十三，字德彦，东莱黄人也。正始九年三月廿日，壁师王德造”的铭文。
上述郡县治址附近的墓葬一般称为乐浪墓葬，以乐浪郡治址南面的墓群最为有名，这里墓葬总数在2,000座以上，多有方台形坟丘。经过正式发掘的有50余座。墓葬的结构主要为木椁墓和砖室墓两种，分别代表不同时期。木椁墓是带墓道的土坑竖穴，用木材构成椁室，有单室和双室之分，一般容纳两棺，也有一棺或多棺者，随葬品排列在棺椁之间。椁室的周围有的还积石积炭或用砖包围，椁室上面用土逐层夯实。比较典型的是王光墓和彩箧墓，前者单室双棺，出土的木印上刻有“乐浪太守椽王光之印”。后者双室三棺，因出土有以孝子传为题材的人物彩画漆箧而得名，墓内的一枚木简上书有“缣三匹，故吏朝鲜丞田肱谨遣吏再拜祭”。各墓出土的带铭文漆器达57件，纪年上自西汉始元二年（公元前85年），下到东汉永元十四年（102年），所出铜镜的形制、纹饰也属于这个时期。另外，漆器的铭文中还有广汉郡或蜀郡等出产地点的字样。砖室墓为穹窿顶，有单室和双室之分，后者前室两侧往往附有耳室。墓室内一般容纳两棺。墓砖铭文的纪年较早的有魏嘉平二年（250年）、景元元年（260年），稍晚有西晋的泰始、咸宁、太康、元康、建始、泰安、建兴等年号，甚至还有东晋的永和九年（353年）和元兴三年（404年）等纪年，这说明乐浪郡和带方郡于建兴元年（313年）被高句丽攻陷之后，砖室墓的使用还继续了一个时期。此外，还发现有石椁墓，较有代表性的南井里119号墓建有前后二室，用石块砌成方锥形的券顶，同后来的高句丽墓葬相当接近。由于遭到盗掘，遗物所存不多，仅有五铢、大泉五十等汉钱以及漆器、陶器的碎片。

## 人口
| 時代                                   | 紀元  | 戶数   | 人口   | 史料         |
| -------------------------------------- | ----- | ------ | ------ | ------------ |
| 樂浪郡（現在的平安道、黄海道、京畿道） |       |        |        |              |
| 元始２年                               | 2年   | 62812  | 406748 | 漢書地理志   |
| 永和５年                               | 140年 | 61492  | 257050 | 後漢書郡国志 |
| 太康初年                               | 280年 | 8600   | -      | 晋書地理志   |
| 玄菟郡（現在的咸鏡道）                 |       |        |        |              |
| 元始２年                               | 2年   | 45006  | 221845 | 漢書地理志   |
| 永和５年                               | 140年 | 1594   | 43163  | 後漢書郡国志 |
| 太康初年                               | 280年 | 3200   | -      | 晋書地理志   |
| 合計                                   |       |        |        |              |
| 元始２年                               | 2年   | 107818 | 628593 | 漢書地理志   |
| 永和５年                               | 140年 | 63086  | 300213 | 後漢書郡国志 |
| 太康初年                               | 280年 | 11800  | -      | 晋書地理志   |